# 解顏站
解顏站（：／ Haean yeok */?）是大邱地鐵1號線沿線的一座地下車站，位於韓國大邱廣域市東區芳村洞。

## 車站結構
站體為2面2線曲線式設計側式月台的地下車站，候車月台設有月台幕門，並有4處出口。

### 月台配置
| 東村 ↑ |
| \| 上  |
| ↓ 芳村 |

| 月台 | 路線               | 目的地                       |
| ---- | ------------------ | ---------------------------- |
| 上行 | ●大邱都市铁道1号线 | 半月堂、中央路、舌化椧谷方向 |
| 下行 | ●大邱都市铁道1号线 | 新基、半夜月、安心方向       |

## 歷史
- 1998年5月2日：落成啟用。

## 車站周邊
- 烈慶韓方醫院
- 東村中學
- 大邱東村初等學校
- 大邱市農業技術中心
- Home plus（朝鲜语：홈플러스）東村店

## 圖片

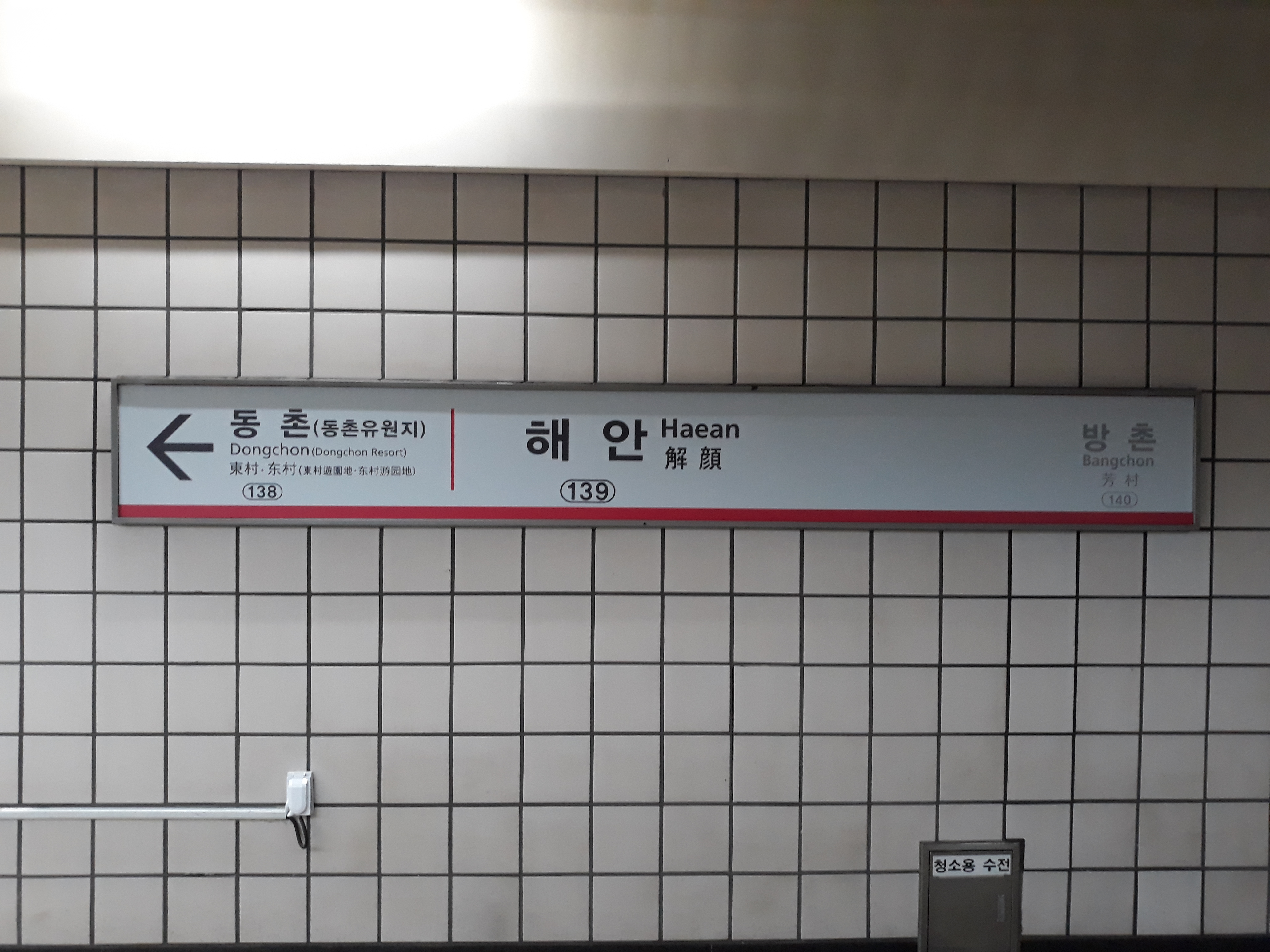
站名牌
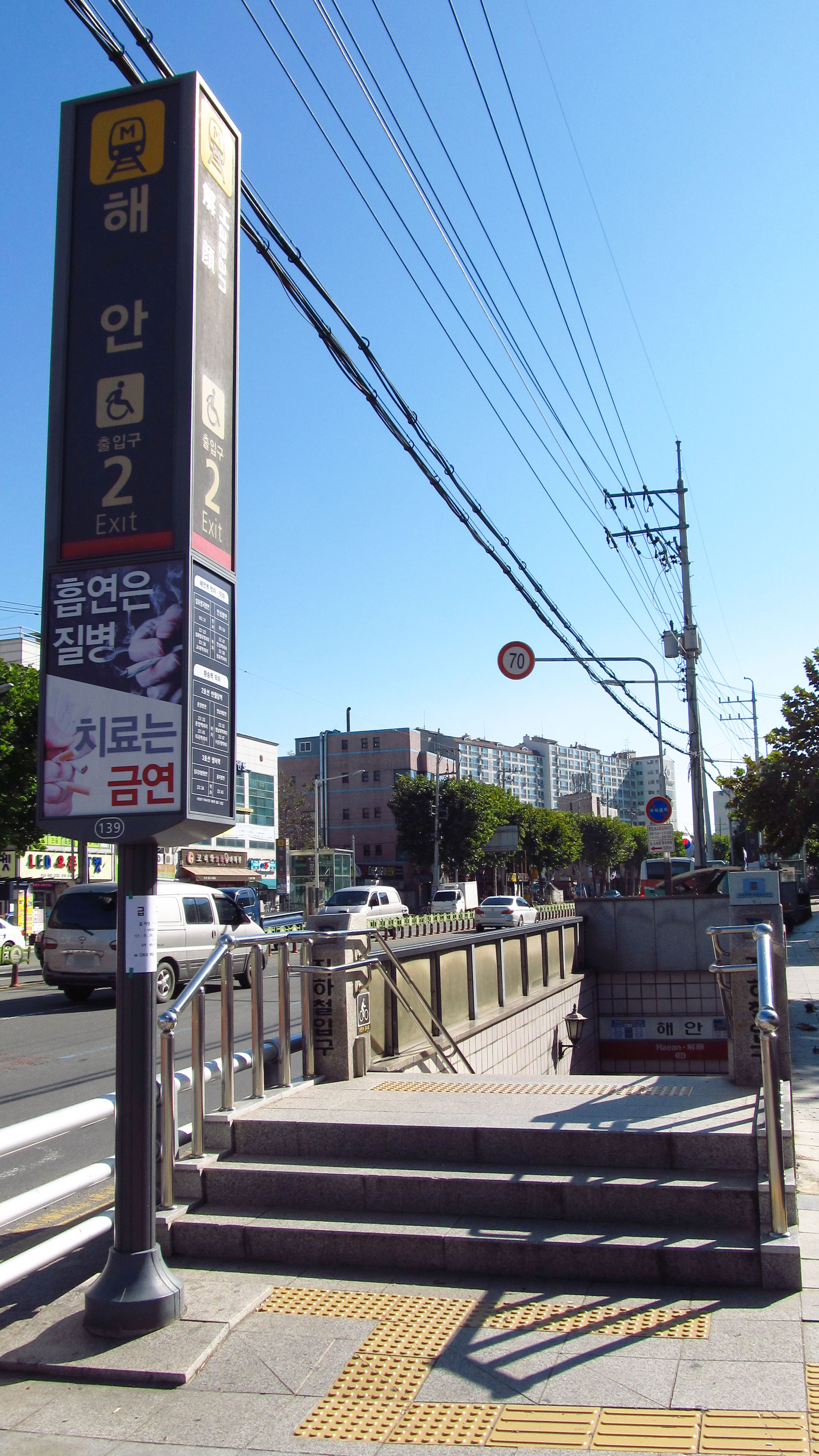
2號出口
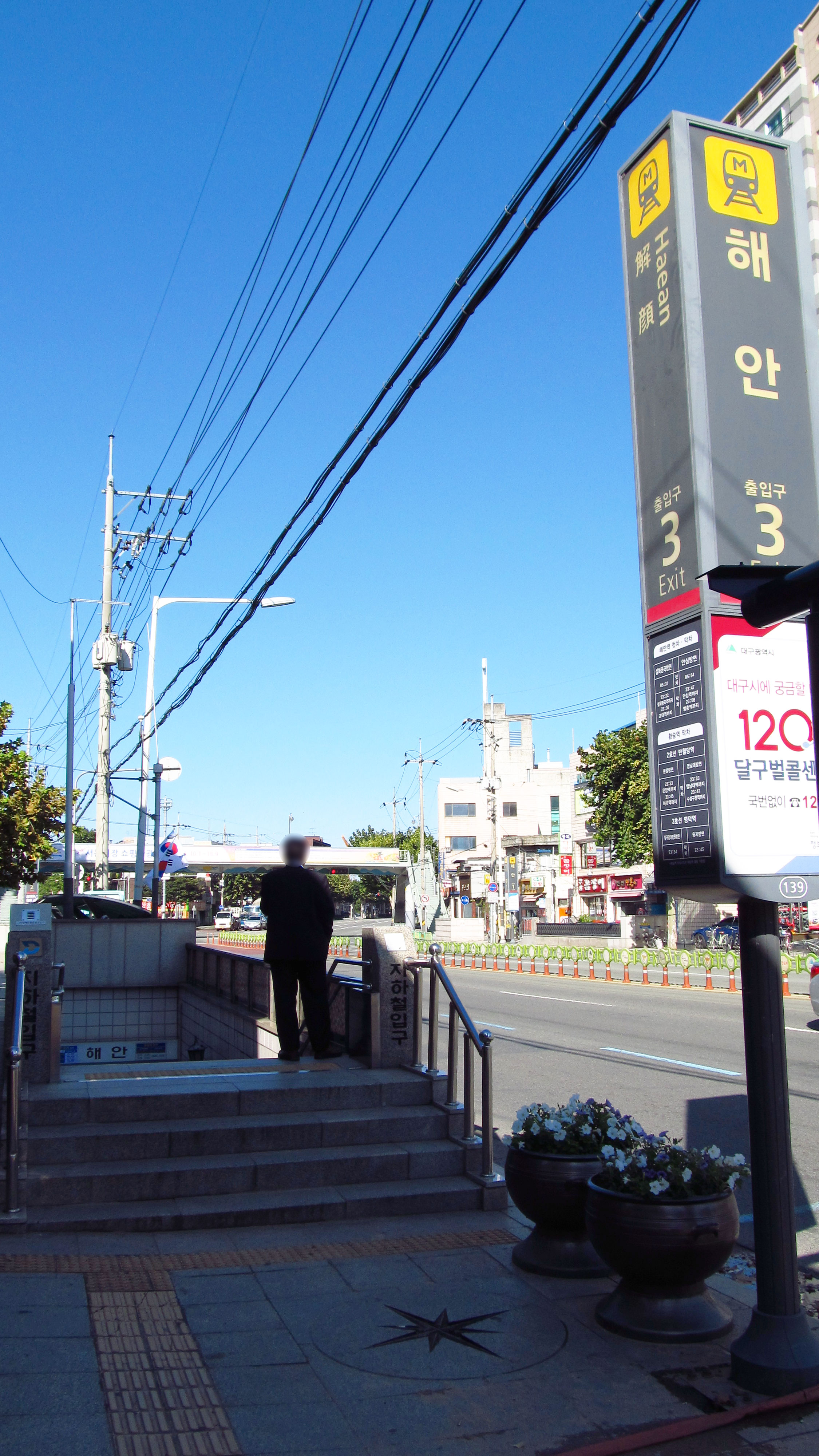
3號出口

## 相鄰車站
大邱都市鐵道公社
●大邱都市铁道1号线
東村（138）－解顏（139）－芳村（140）